# Pseudofumaria alba
Pseudofumaria alba là một loài thực vật có hoa trong họ Anh túc. Loài này được (Mill.) Lidén miêu tả khoa học đầu tiên năm 1986.

## Hình ảnh

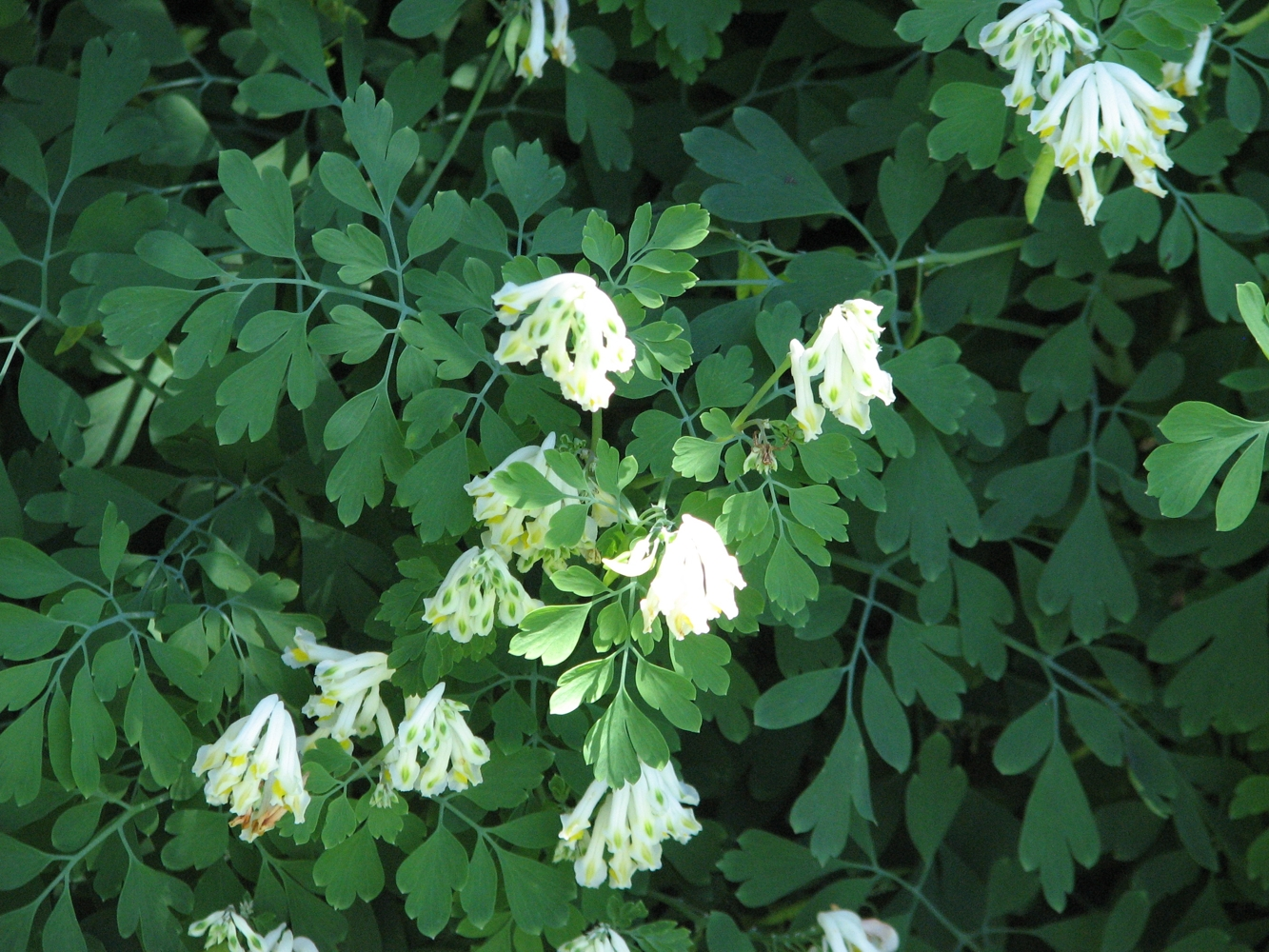
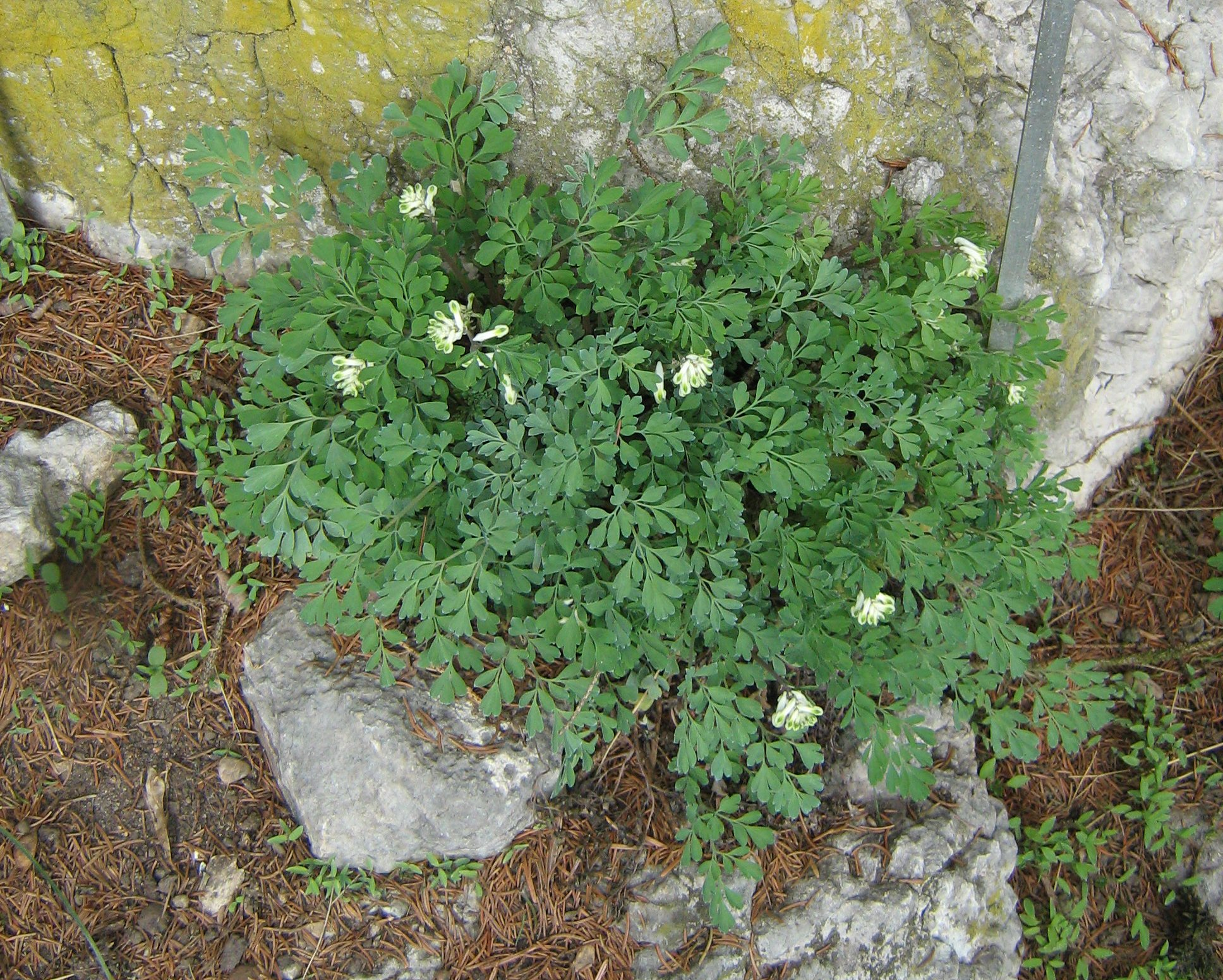
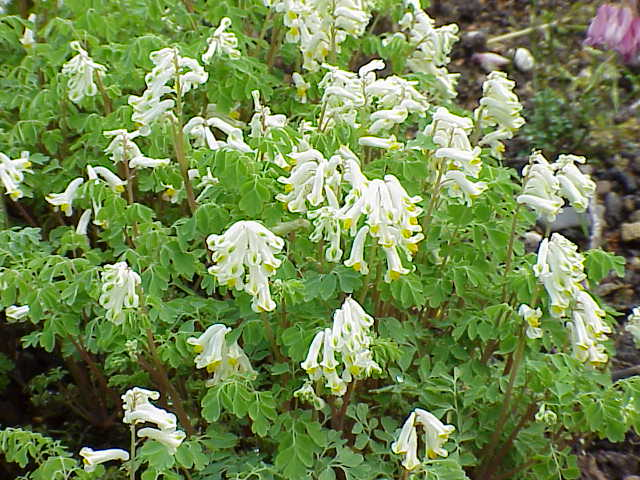
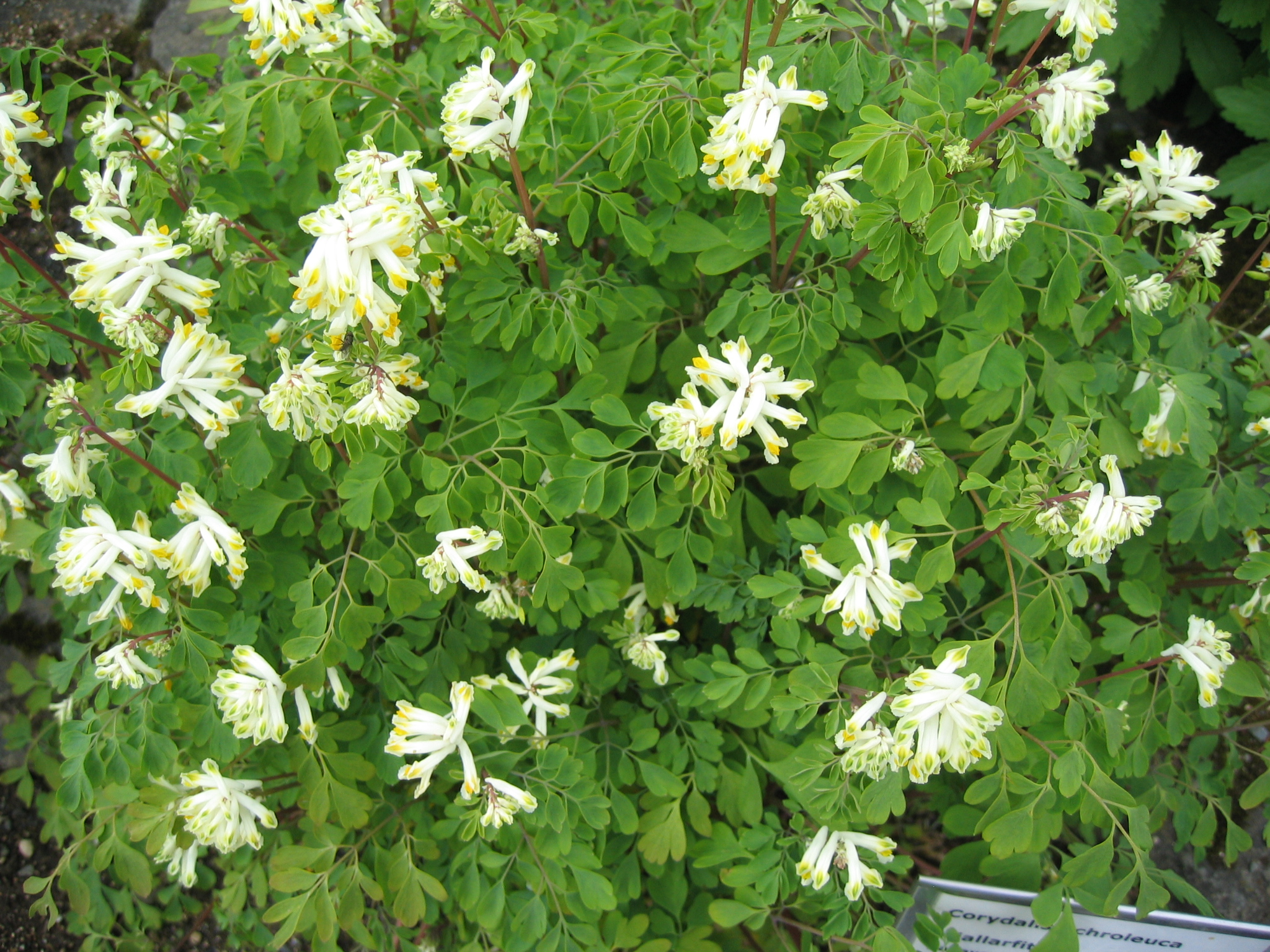